# MTV Movie Awards 2000
MTV Movie Awards 2000 var 2000-udgaven af MTV Movie Awards sendt på MTV. Dette blev afholdt den 3. juni 2000 i Culver City, Californien og showets vært var Sarah Jessica Parker. Aftenens optrædener var D'Angelo, N*SYNC og Metallica. Showets højest antal vundne priser blev filmen The Matrix med tre vundne priser ud af fem nomineringer. Showets højest antal nomineringer blev filmen Austin Powers: The Spy Who Shagged Me med i alt seks nomineringer, af hvilke den vandt to priser. Både Den sjette sans og American Pie fik 4 nomineringer, hvor Den sjette sans vandt en pris og American Pie ingen. Trods sin ellers store succes fik filmen American Beauty kun to nomineringer og ingen vundne priser.

## Vindere og nominerede

### Best Movie
The Matrix
- American Beauty
- American Pie
- Austin Powers: The Spy Who Shagged Me
- Den sjette sans

### Best Male Performance
Keanu Reeves – The Matrix
- Jim Carrey – Man on the Moon
- Ryan Phillippe – Cruel Intentions
- Adam Sandler – Big Daddy
- Bruce Willis – Den sjette sans

### Best Female Performance
Sarah Michelle Gellar – Cruel Intentions
- Drew Barrymore – Never Been Kissed
- Neve Campbell – Scream 3
- Ashley Judd – Double Jeopardy
- Julia Roberts – Runaway Bride

### Best Male Breakthrough Performance
Haley Joel Osment, Den sjette sans
- Wes Bentley – American Beauty
- Jason Biggs – American Pie
- Michael Clarke Duncan – The Green Mile
- Jamie Foxx – Any Given Sunday

### Best Female Breakthrough Performance
Julia Stiles – 10 Things I Hate About You
- Selma Blair – Cruel Intentions
- Shannon Elizabeth – American Pie
- Carrie-Anne Moss – The Matrix
- Hilary Swank – Boys Don't Cry

### Best On-screen Duo
Mike Myers og Verne Troyer – Austin Powers: The Spy Who Shagged Me
- Tom Hanks og Tim Allen – Toy Story 2
- Keanu Reeves og Laurence Fishburne – The Matrix
- Adam Sandler og Dylan og Cole Sprouse – Big Daddy
- Bruce Willis og Haley Joel Osment – Den sjette sans

### Best Villain
Mike Myers – Austin Powers: The Spy Who Shagged Me
- Matt Damon – The Talented Mr. Ripley
- Sarah Michelle Gellar – Cruel Intentions
- Ray Park – Star Wars Episode I: The Phantom Menace
- Christopher Walken – Sleepy Hollow

### Best Comedic Performance
Adam Sandler – Big Daddy
- Jason Biggs – American Pie
- Ice Cube – Next Friday
- Mike Myers – Austin Powers: The Spy Who Shagged Me
- Parker Posey – Scream 3

### Best Musical Performance
"Uncle Fucka", Matt Stone, Trey Parker – South Park: Bigger, Longer & Uncut
- "Can't Take My Eyes Off You", Heath Ledger – 10 Things I Hate About You
- "Just the Two of Us", Mike Myers og Verne Troyer – Austin Powers: The Spy Who Shagged Me
- "Tu Vuo' Fa L'Americano", Matt Damon, Jude Law og Fiorello – The Talented Mr. Ripley

### Best Kiss
Sarah Michelle Gellar og Selma Blair – Cruel Intentions
- Drew Barrymore og Michael Vartan – Never Been Kissed
- Katie Holmes og Barry Watson – Teaching Mrs. Tingle
- Hilary Swank og Chloë Sevigny – Boys Don't Cry

- Der skulle egentlig have været 5 nominerede kys, men Dreamworks ville ikke tillade kysset mellem Kevin Spacey og Mena Suvari i American Beauty, i frygt for at man ville tro at Dreamworks ikke havde en mening om pædofili. Så antallet forblev altså 4 nominerede kys.

### Best Action Sequence
Pod kapløbet – Star Wars Episode I: The Phantom Menace
- Slutscenen – The Blair Witch Project
- Toppen af bygningen/Helikopter scene – The Matrix
- Sandmonster scenen – The Mummy

### Best Fight
Keanu Reeves og Laurence Fishburne – The Matrix
- Mike Myers og Verne Troyer – Austin Powers: The Spy Who Shagged Me
- Liam Neeson, Ewan McGregor og Ray Park – Star Wars Episode I: The Phantom Menace
- Edward Norton og Brad Pitt – Fight Club

### Best New Filmmaker
- Spike Jonze, instruktør af Being John Malkovich

## Eksterne links
- MTV winners list Arkiveret 25. april 2009 hos  Wayback Machine
- MTV Movie Awards: 2000 på Internet Movie Database